# Leptonetela andreevi
Leptonetela andreevi är en spindelart som beskrevs av Christo Deltshev 1985. Leptonetela andreevi ingår i släktet Leptonetela och familjen Leptonetidae.
Artens utbredningsområde är Grekland. Inga underarter finns listade i Catalogue of Life.